# Гавтадзе Каленік Георгійович
Каленік Георгійович Гавтадзе (1912, село Кведа-Іхтвісі, тепер Чіатурський муніципалітет, Грузія — ?) — грузинський радянський діяч, робітник-очисник, вибійник тресту «Чіатурмарганець» Грузинської РСР. Депутат Верховної ради СРСР 2-го скликання.

## Життєпис
Народився в селянській родині. Закінчив початкову школу в селі Кведа-Іхтвісі. Працював у сільському господарстві.
З 1928 року — робітник-очисник, вибійник рудника імені Димитрова тресту «Чіатурмарганець» Грузинської РСР. З 1935 року брав активну участь у стахановському русі.
Член ВКП(б) з 1939 року.
Подальша доля невідома.

## Нагороди
- орден Леніна (24.02.1941)
- медаль «За оборону Кавказу»
- медалі
- Почесна грамота Народного комісаріату чорної металургії СРСР